# Mieczysław Kuzma

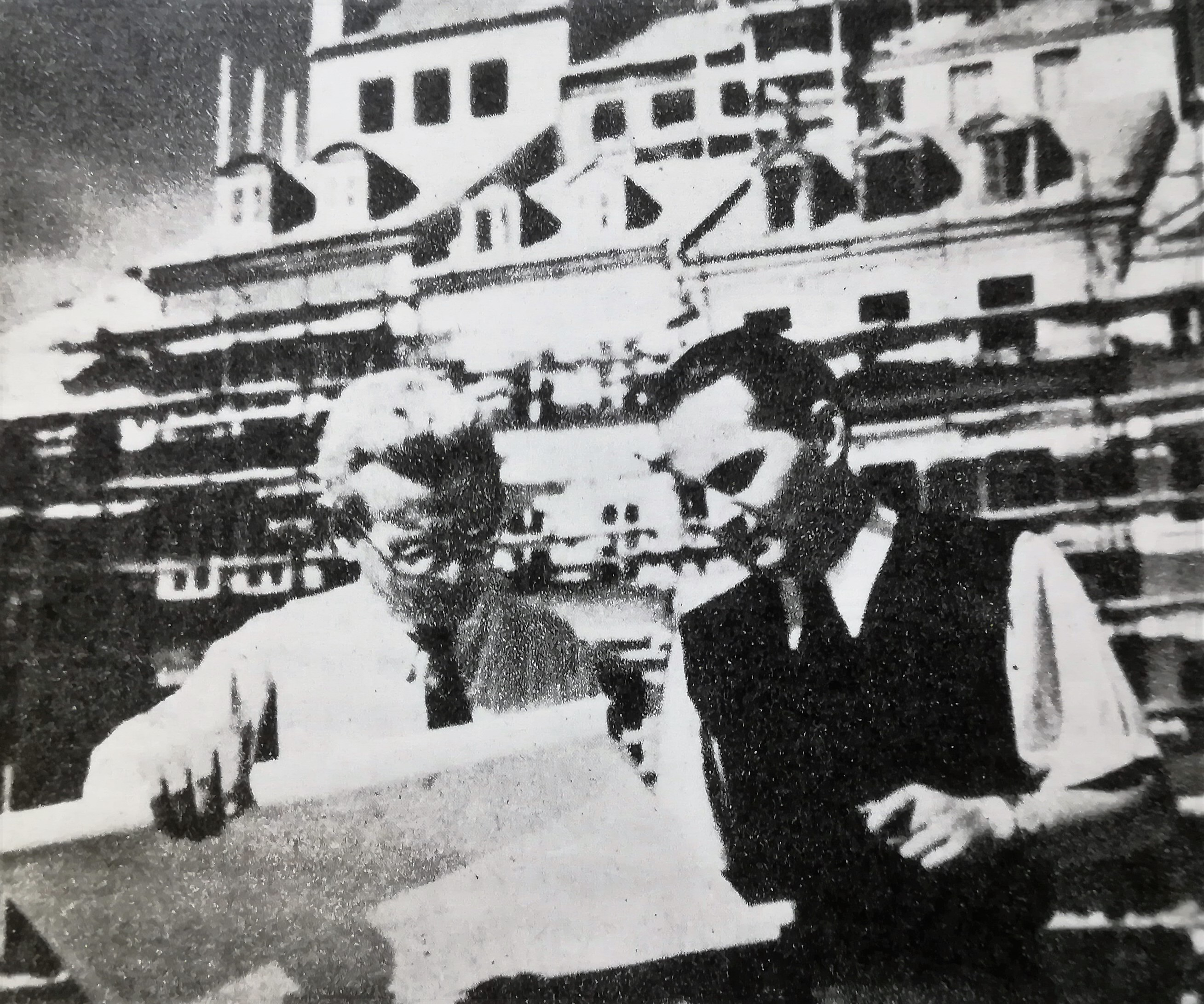
Mieczysław Kuzma (po lewej) z Mieczysławem Strzeleckim na Rynku Starego Miasta w Warszawie

Mieczysław Jerzy Kuzma (Kuźma) (ur. 29 grudnia 1907 w Warszawie, zm. 25 kwietnia 1983 tamże) – polski architekt i rzeźbiarz, konserwator zabytków.

## Życiorys
Syn Jana. Ukończył Gimnazjum im. Jana Zamoyskiego w Warszawie, a następnie rozpoczął studia na Wydziale Architektury Politechniki Warszawskiej. Pracą dyplomową był projekt Schroniska w Tatrach, wykonany w 1934 pod kierunkiem prof. Aleksandra Bojemskiego. W latach 1932–1939 był asystentem w Katedrze Architektury Polskiej Politechniki Warszawskiej kierowanej przez prof. Oskara Sosnowskiego. Od 1936 był wykładowcą architektury i historii sztuki. Równocześnie w latach 1929–1944 pracował w Zarządzie Miasta Stołecznego Warszawy w Dziale Technicznym Wydziału Architektonicznego, przed dyplomem jako pomocnik, później jako inżynier architekt. Po upadku powstania warszawskiego znalazł się w Krakowie, gdzie do marca 1945 pracował w Urzędzie Miasta. 
W marcu 1945 został pracownikiem Wydziału Architektury Zabytkowej Biura Odbudowy Stolicy i koordynatorem odbudowy i rekonstrukcji zniszczonej zabudowy, był ekspertem w zakresie odbudowy obiektów historycznych. Pełnił funkcję dyrektora generalnego i głównego projektanta odbudowy Starego i części Nowego Miasta. Był organizatorem i pierwszym dyrektorem Pracowni Konserwacji Zabytków, był również wykładowcą na Wydziale Architektury warszawskiej Akademii Sztuk Pięknych. Nadzorował odbudowę pałaców i obiektów historycznych zlokalizowanych w Śródmieściu Warszawy oraz pałacu w Jabłonnie. Był również zaangażowany podczas rekonstrukcji Starego Miasta w Lublinie i oficyny dworu w Żelazowej Woli. Od 1966 do przejścia na emeryturę w 1974 zajmował stanowisko stołecznego konserwatora zabytków. Należał do Komisji Architektoniczno-Konserwatorskiej Obywatelskiego Komitetu Odbudowy Zamku Królewskiego. 
W 1955 otrzymał zespołową Nagrodę Państwową II stopnia za wybitne osiągnięcia i twórczy wkład w odbudowę i wydobycie wartości artystycznych Starego Miasta w Lublinie.
Został pochowany na cmentarzu Powązkowskim (kwatera 257a-I-6).

## Ordery i odznaczenia
- Krzyż Oficerski Orderu Odrodzenia Polski (19 lipca 1954)[6]
- Krzyż Kawalerski Orderu Odrodzenia Polski (22 lipca 1953)[3]
- Medal 30-lecia Polski Ludowej
- Złota Odznaka „Za opiekę nad zabytkami”
- Złota Odznaka honorowa „Za Zasługi dla Warszawy”
- Krzyż Oficerski Orderu Leopolda II (Belgia)

Źródło:.